# ディストモの大虐殺
ディストモの大虐殺（英: Distomo massacre; ギリシア語: Η σφαγή του Διστόμου; 独: Massaker von Distomo あるいは Distomo-Massaker）は、第二次世界大戦中、ナチス・ドイツの武装親衛隊により占領下ギリシャのディストモ村で行われた戦争犯罪である。

## 大虐殺
1944年6月10日、親衛隊大尉フリッツ・ラウテンバッハ（Fritz Lautenbach） に率いられた第4SS警察装甲擲弾兵師団所属の部隊が、パルチザンから攻撃を受けたことの「報復」と称して、2時間以上にわたり各戸をまわってギリシャ民間人を大量虐殺した。デルフォイ近くの小さなディストモ村の成人男女と子供合計214人が殺害された。複数の生存者によると、ドイツ親衛隊の部隊は「ベビーベッドの中の赤ん坊を銃剣で突き、妊婦を突き刺し、村の神父を斬首した」。
大虐殺の後、ドイツ軍部隊に同行していたある秘密野戦警察隊員は当局に対し、ラウテンバッハの公式報告とは逆に、ドイツ軍が攻撃を受けたのはディストモ村から数マイルの地点で、「ディストモ村の方角から迫撃砲、マシンガン、ライフル」による攻撃を受けたのではないと報告した。審理が行われ、ラウテンバッハは服務規定を犯したことを認めたが、法廷は、ラウデンバッハの動機は怠慢や無知ではなく部下に対する責任感であったとして、ラウデンバッハを支持した。

## 訴訟
犠牲者の親族4人が補償を求め、ギリシアのリヴァディアでドイツ政府を相手に提訴した。1997年10月30日、裁判所は原告を支持し、2800万ユーロを支払うよう命じた。最終的に2000年5月、ギリシャ高等裁判所はこの判決を支持した。しかし、ギリシアの方では独立国に対して判決を行使するためには事前に法務大臣の承諾が必要であると定めているがそれがなかったため、判決は行使されなかった。
原告は前述の補償を求めて、この事件をドイツの裁判所に持ち込んだ。主張は、1961年のドイツとギリシャの間の取り決め及びドイツ民事訴訟法328条を根拠に全て敗訴となった。国際法の観点からは、両国は他方の国の司法の影響を受けない。
2008年11月、イタリアの裁判所は、ギリシャの裁判所が出した判決の補償として、原告がイタリア国内にあるドイツの財産を得ることができるという判決を出した。原告は、補償の一部として、ドイツのNPOが所有していたコモ湖付近のメナッジョの邸宅を得た。
2008年12月、ドイツ政府は、デン・ハーグの国際司法裁判所に提訴した。ドイツの主張は、イタリアの裁判所はこの件を主権免除せよというものだった。
2011年1月、ギリシャの首相ゲオルギオス・アンドレアス・パパンドレウは、ギリシャ政府は、犠牲者の親族への補償の要求のため、国際司法裁判所へ代表を送るとの声明を出した。2012年の最終判決で、裁判所は、イタリアはドイツの主権免除を犯していると認定し、イタリアの裁判所の人道の罪に関する強行規範を認める判決を取り消した。

## 映画
2006年のドキュメンタリー映画A Song for Argyrisは、ディストモの大虐殺の生存者であるArgyris Sfountourisの生涯を詳細に描いている。
また、Peter Nestlerによる1966年の実験的ドキュメンタリーVon Griechenland でもこの事件が描かれている。